# ビター・ブラッド
『ビター・ブラッド』（Bitter Blood）は、雫井脩介による日本の警察小説。
2005年8月から2006年8月まで、幻冬舎発行の文芸誌『papyrus』の2号・5号・8号に連載され、加筆されたのち2007年8月22日に単行本が刊行された。2010年8月5日には幻冬舎文庫版が発売された。
2014年に、フジテレビ系でテレビドラマ化された。

## 事件
牛岡産業社長殺人事件
五係が捜査を担当していた事件。
S街を中心に数点の不動産を持ち、貸しビル、倉庫業、飲食店、マンション経営などをしていた牛岡産業社長・牛岡定雄が、会社所有の賃貸マンションの一室で刺殺体で発見された。発見者は、社長付き運転手の井川基彦と牛岡の甥で同社専務の梁川竹志。現場には争った跡があり、牛岡が常日頃から事業資金として持ち歩いていた約500万円がバッグから抜き取られていた。経営方針を巡って衝突していた梁川にはアリバイが確認された。一方、前日に牛岡を当該マンションへ送っていった井川には死亡推定時刻にアリバイがなく、管理していた車から発見された血痕が牛岡のものと断定されたことを受け、井川は重要参考人と位置付けられたが、当人は容疑を否認し続けていた。奪われた現金が井川の周辺から見つからず、事情聴取は攻め手を欠き、ほどなく打ち切られた。
ファインビル放火事件
五係が捜査を担当していた事件。
牛岡産業社長殺害事件の井川の事情聴取が打ち切られてから約2カ月後、S街のテナントビル〈ファインビル〉の5階に、白昼、火炎瓶が投げ込まれ、内装工事中だった現場のフロアに置かれていたインテリア材や書類に燃え移り、消火作業に当たった作業員1人が火傷を負ったほか、1人が一酸化炭素中毒で死亡した。
店舗を巡るトラブルを洗う過程で、暴力団組員・木田泰司が捜査線上に浮かぶ。事件から3日後、木田本人が迷いのある口調で捜査本部に自首する意思を告げる電話をするも、それから5日後に明かした居所に捜査員が向かったが、木田の姿は見当たらなかった。それからさらに5日ほど経って、井川基彦が自暴自棄から放火事件を起こしたこと、自首する意思があることを捜査本部に電話で伝えてきたが、井川は翌日、ビジネスホテルの浴槽で溺死体で発見され、遺書があったこと、酒と睡眠薬を飲んでいたことから、自殺と断定された。その後、井川の元妻の口座に500万円が振り込まれていることが判明したが、事実関係で不明な点も多く、被疑者死亡での書類送検は見送られ、継続捜査となった。

## 登場人物

### 主要人物
佐原 夏輝（さはら なつき）
警視庁S署E分署の新米刑事。島尾明村とは実の親子。いつも父と張り合いつつも、慕っている。
島尾 明村（しまお あきむら）
警視庁捜査一課五係。口癖は低音ボイスで「ナンセンス」で、あだ名は「ジェントル島尾」。

### 佐原家
佐原 忍（さはら しのぶ）
夏輝の妹。
佐原 富成（さはら とみなり）
夏輝の祖父。元捜査二課の刑事で、キャリアの後年は警察学校の教官を務めた。
佐原 多美子（さはら たみこ）
夏輝の祖母。
佐原 小都恵（さはら さとえ）
12年前に蒸発した夏輝の母。感情の波があり、島尾との離婚以後は情緒不安定になり、穏やかな性格の多美子に当たり散らすことが多くなり、離婚から数カ月後に姿を消した。

### 警察関係者
鷹野 浩次（たかの こうじ）
夏輝の先輩。自称・捜一オタク。刑事ドラマのテーマ曲を携帯電話の着信メロディに設定している。
南（みなみ）
警視庁捜査一課管理官。50代前半。冷厳な印象を与える長身痩躯の体型でスキンヘッド。あだ名は「オクトパス南」。
小出（こいで）
捜査一課六係。情報屋を巡るいざこざから五係から六係へ移った。あだ名は「ゴブリン小出」。短躯でやや猫背。
有藤 敏夫（ありとう としお）
警視庁捜査一課長。
荒木（あらき）
捜査一課六係長。鍵山とは同期で、競い合ってきた盟友。捜査対象者を「洗え、洗え」と言うのが口癖で、あだ名は「荒木アラエモン」。

#### 警視庁捜査一課五係
鍵山 謙介（かぎやま けんすけ）
警視庁捜査一課五係長 警部。仕事の虫で、睡眠時間が短いがゆえに、心臓に持病を抱えている。手が死人のように冷たく、あだ名は「アイスマン鍵山」。競争心から空回りしていた手柄主義を正すために、情報屋と接触する刑事を一本化し、その人物を「シャドーマン」と名付け、正体を秘匿していた。
終業後、S街で何者かに首を切りつけられ、出血多量で死亡する。
富樫（とがし)
警視庁捜査一課五係。体臭と口臭がきつく、あだ名は「スカンク富樫」。
稲木（いなぎ)
警視庁捜査一課五係。新米刑事。尾行がうまく、あだ名は「チェイサー稲木」。鍵山の運転手を務める。
古雅（こが)
警視庁捜査一課五係。独身貴族で、あだ名は「バチェラー古雅」。少年時代の夏輝と遊んだことがある。

### その他
貝塚 剛久（かいづか たけひさ）
E分署管内で転落死した男。44歳。死ぬ数日前に街中で夏輝に声をかけてきた。
城之内 利也（じょうのうち としや）
総会屋グループ「財慶会」に出入りしていたチンピラ。恐喝、脅迫、強盗の前科があり、逮捕監禁、強盗傷害容疑で指名手配されている男。
関根 綾子（せきね あやこ）
スナック〈ルビー〉のママ。城之内の交際相手。
酒田（さかた）
幾人かの刑事が抱える情報屋。気味が悪いほど痩せこけた男。
平石 順子（ひらいし じゅんこ）
鍵山が襲われる直前に面会していた女性。父の通夜に参列した男から、父は無実で嵌められただけであると言われたことが気にかかっており、また父の人柄から彼の無実を信じている。
井川 基彦（いがわ もとひこ）
順子の父親。保証人をしていた知人の借金の取り立てから家族を守るために、形式的に離婚し別居していたが、家族関係は良好だった。債権業者の言われるままに、派遣会社を通じて牛岡の運転手となり、社長殺害事件の極めて容疑者に近い重要参考人として警察からマークされていた。ファインビル放火事件に関して警察に自供の電話をした後、ビジネスホテルで遺体で発見される。
相星（あいぼし）
自称・刑事になりたかった探偵。情報屋。
牛岡 定雄（うしおか さだお）
殺害された牛岡産業社長。
梁川 竹志（やながわ たけし）
牛岡定雄の甥。牛岡産業専務を務めていたが、牛岡の死後は社長に就任。33歳。
小村（こむら）
人材派遣会社〈榎戸サービス〉営業部長。
吉田（よしだ）
ゲームセンター〈レジェンド〉店長。鍵山の事件後、店のトイレで不審人物や血痕を見る。
〈葉月〉の女将
相星が太鼓判を押す、腕のいい情報屋。堂進会の大親分の元愛人で、今でも愚痴をこぼしにくる者（組の幹部）もいるらしい。

## 書誌情報
- 単行本：2007年8月22日発売[1]、幻冬舎、ISBN 9784344013711

- 文庫本：2010年8月2日発売[2]、幻冬舎文庫、ISBN 9784344415218

## テレビドラマ
『ビター・ブラッド〜最悪で最強の親子刑事〜』（ビター ブラッド さいあくでさいきょうのおやこけいじ）のタイトルで、2014年4月15日から6月24日まで毎週火曜日21時 - 21時54分に、フジテレビ系の「火曜9時」枠で放送された。主演は佐藤健と渡部篤郎。

### キャスト
詳細な人物説明は原作項目を参照。本項では簡単な続柄を記載。

#### 警視庁銀座警察署刑事課捜査第一係
佐原 夏輝（さはら なつき）〈24〉
演 - 佐藤健
新米刑事。階級は巡査長。10年前に離婚した父親と配属先の銀座署で偶然再会する。初出勤の初日にひったくりを追いかけて遅刻してしまい、刑事のイロハを教育するために父親の島尾とコンビを組まされる事になる。あだ名は「ジュニア」。
島尾 明村（しまお あきむら）〈48〉
演 - 渡部篤郎
刑事。離婚によって長年会っていなかった夏輝の父。半ば強引に課長の鍵山から息子の夏輝とコンビを組まされる事になる。身だしなみにはやたらとこだわりがあり、特にスーツは高級品を着こなす。あだ名は「ジェントル」。
前田 瞳（まえだ ひとみ）
演 - 忽那汐里
新人女性刑事で夏輝の同期。柔道の有段者で初日に遭遇したひったくりを軽く投げ飛ばした。父・修一も刑事だったが殉職、父を殺した犯人が逃亡中のままであることから、自らの手で犯人を逮捕したいと考えている。
稲木 俊文（いなぎ としふみ）
演 - 吹越満
階級は巡査部長。尾行の達人であだ名は「チェイサー」。仲間にも自分にも厳しく、全てを理屈で捉えるクールガイ。
古雅 久志（こが ひさし）
演 - 田中哲司
階級は警部補。あだ名は「バチェラー」で由来は結婚願望が強い独身男性であることから。拳銃の腕前は抜群。
富樫 薫（とがし かおる）
演 - 皆川猿時
階級は巡査部長。あだ名は「スカンク」で由来は口臭が臭いことから。強烈なキャラクターで、班で一番の武闘派。きつい口臭で相手に音を上げさせる取り調べの達人。
鷹野 浩次（たかの こうじ）
演 - KEIJI
階級は巡査長。あだ名は「タカ」。刑事ドラマおたくの情報通で仲間にあだ名を付け呼んでいる。
鍵山 謙介（かぎやま けんすけ）
演 - 高橋克実
課長。夏輝と島尾の上司。誰よりも長く職場にいる。

#### 銀座警察署関係者
滑川 (なめりかわ)
演 - 古川雄輝
捜査第二係。階級は巡査長。
竹田 (たけだ)
演 - 敦士
捜査第二係。階級は巡査長。
前田 修一（まえだ しゅういち）
演 - 鈴木一真
島尾の元相棒で瞳の父。2002年に貝塚に銃殺され、殉職する。
江渕 貴文 (えぶち たかふみ)
演 - 相島一之
生活安全課課長。

#### その他
佐原 忍（さはら しのぶ）
演 - 広瀬すず
夏輝の妹で島尾の娘。
鍵山 功太（かぎやま こうた）
演 - 小関裕太
鍵山課長の息子。鮫島による連続殺人事件を目撃してしまい命を狙われるが、夏輝に助けてもらう。
山村 万智（やまむら まち）
演 - 草村礼子
お食事処「ふくろう」女将。ひったくりおよび銀行強盗に遭う被害者。島尾は店の常連客。事件に遭遇し助けてもらった夏輝と顔見知りになる。
貝塚 剛久（かいづか たけひさ）
演 - 及川光博
島尾の元バディで瞳の父である前田修一を殺害した殺人犯で、現在も逃亡中。密かに親子刑事の命を狙っている。

#### ゲスト
複数話・単話登場の場合は演者名の横の括弧（）内に表記。
第1話
- 平石 順子（井川基彦の娘） - 西山繭子

第2話
- 今村 優子（和道の母） - 奥貫薫
- 今村 洋一（和道の父・RITソリューションズ社長） - デビット伊東
- 今村 和道〈10〉 - 土師野隆之介

第3話
- 署長 - 山田明郷（第8話）
- 元気（万引き少年） - 山﨑光

第4話
- 鮫島（連続殺人事件加害者） - 渋川清彦
- 佐原 富成（夏輝の祖父・島尾の義父） - 伊武雅刀（第5話）

第5話
- 関根 綾子（城之内の元交際相手） - 野波麻帆
- 城之内 利也（現金輸送車襲撃殺人事件指名手配犯） - 山中聡

第6話
- 木暮 竜也（警視庁警務部人事第一課捜査官） - 西村まさ彦（第10話）
- 石崎（木暮の部下） - 橋本淳
- 鍵山 さおり（鍵山の妻） - 藤倉みのり

第7話
- 佐藤 真琴（古雅の交際相手） - 上原多香子
- ミオ（キャバクラ嬢） - 池沢美緒
- ユナ（キャバクラ嬢） - 副島美咲
- 桜田 美重子（結婚詐欺師） - 松坂早苗

第8話
- 相模 修吾（凶悪指名手配犯） - 中野裕太
- 安堂 勇次（銀座警察署交通課巡査） - 芦沢統人

第9話
- 藤崎 達雄（青竜会幹部） - 嶋田久作
- 坂下（青竜会構成員） - 阿部進之介
- 稲木 美和（稲木の妻） - 今泉あまね
- 稲木 千賀子（稲木の娘） - 原涼子
- 小林 竜太郎（青竜会組長） - 若尾義昭

第10話
- 大村 国男（バスジャック犯） - 東根作寿英
- 本田 加奈子（自殺志願者） - 平岩紙

### スタッフ
- 原作 - 雫井脩介『ビター・ブラッド』（幻冬舎文庫）
- 脚本 - 小山正太、小峯裕之
- 音楽 - 大隅知宇、吉川慶、市川淳
- 演出 - 金井紘、谷村政樹、長瀬国博
- 主題歌 - Mayday「Do You Ever Shine?」（A-Sketch）[15]
- 脚本協力 - 小峯裕之
- 監督補 - 長瀬国博
- 演出補 - 片山慎三、塩入秀吾
- タイトルバック・VFX - 小林一博、村上優悦、麻田哲史、熱田健太郎
- アクションコーディネート - 佐久間一禎
- ガンエフェクト - 早川光
- 振付協力 - 朱染かれん
- 警察監修 - 尾崎祐司
- 医療監修 - 片山雅彦、川井真、恩田秀賢、桐木園子、南淵明宏
- 看護指導 - 石田喜代美
- 技術協力 - ビデオスタッフ
- 照明協力 - ラ・ルーチェ
- 美術協力 - フジアール
- ポスプロ - バスク
- プロデュース - 中野利幸
- プロデュース補 - 玉田祐美子、高橋奈央
- 制作著作 - フジテレビドラマ制作部

### 放送日程
| 各話                                                       | 放送日  | サブタイトル                    | 脚本              | 演出     | 視聴率 |
| ---------------------------------------------------------- | ------- | ------------------------------- | ----------------- | -------- | ------ |
| 第1話                                                      | 4月15日 | 相棒が親父!? 最強のバディ誕生!! | 小山正太          | 金井紘   | 12.2%  |
| 第2話                                                      | 4月22日 | 命がけの絆                      | 小山正太          | 金井紘   | 10.0%  |
| 第3話                                                      | 4月29日 | 魔王の登場                      | 小山正太          | 金井紘   | 10.1%  |
| 第4話                                                      | 5月06日 | ふたりの対決!!                  | 小山正太          | 谷村政樹 | 09.8%  |
| 第5話                                                      | 5月13日 | ふたりで張り込み                | 小山正太          | 谷村政樹 | 12.6%  |
| 第6話                                                      | 5月20日 | 悪意の行方                      | 小峯裕之          | 長瀬国博 | 10.4%  |
| 第7話                                                      | 5月27日 | 恋と事件の行方                  | 小山正太          | 金井紘   | 10.5%  |
| 第8話                                                      | 6月03日 | 密室大パニック!!                | 小山正太          | 谷村政樹 | 11.5%  |
| 第9話                                                      | 6月10日 | 裏切り…!?                       | 小峯裕之          | 長瀬国博 | 09.3%  |
| 第10話                                                     | 6月17日 | 絶体絶命!!                      | 小山正太          | 谷村政樹 | 11.7%  |
| 最終話                                                     | 6月24日 | 永遠の絆                        | 小山正太 小峯裕之 | 金井紘   | 09.8%  |
| 平均視聴率 10.8%（視聴率は関東地区、ビデオリサーチ社調べ） |         |                                 |                   |          |        |

### その他情報
- 第1回放送の4月15日、本作品主演の佐藤健と渡部篤郎はプロ野球ナイター「東京ヤクルト×巨人」（草薙球場）の始球式に参加し、その後同カードの中継のゲストにも招かれた[18]。

### ネット局
| 放送対象地域  | 放送局                                       | 系列                                         | 放送曜日・放送時間 |
| ------------- | -------------------------------------------- | -------------------------------------------- | ------------------ |
| 関東広域圏    | フジテレビ（CX） 火曜夜9時の連続ドラマ制作局 | フジテレビ系列                               | 火曜 21:00-21:54   |
| 北海道        | 北海道文化放送（uhb）                        | フジテレビ系列                               | 火曜 21:00-21:54   |
| 岩手県        | 岩手めんこいテレビ（mit）                    | フジテレビ系列                               | 火曜 21:00-21:54   |
| 宮城県        | 仙台放送（OX）                               | フジテレビ系列                               | 火曜 21:00-21:54   |
| 秋田県        | 秋田テレビ（AKT）                            | フジテレビ系列                               | 火曜 21:00-21:54   |
| 山形県        | さくらんぼテレビ（SAY）                      | フジテレビ系列                               | 火曜 21:00-21:54   |
| 福島県        | 福島テレビ（FTV）                            | フジテレビ系列                               | 火曜 21:00-21:54   |
| 新潟県        | 新潟総合テレビ（NST）                        | フジテレビ系列                               | 火曜 21:00-21:54   |
| 長野県        | 長野放送（NBS）                              | フジテレビ系列                               | 火曜 21:00-21:54   |
| 静岡県        | テレビ静岡（SUT）                            | フジテレビ系列                               | 火曜 21:00-21:54   |
| 富山県        | 富山テレビ（BBT）                            | フジテレビ系列                               | 火曜 21:00-21:54   |
| 石川県        | 石川テレビ（ITC）                            | フジテレビ系列                               | 火曜 21:00-21:54   |
| 福井県        | 福井テレビ（FTB）                            | フジテレビ系列                               | 火曜 21:00-21:54   |
| 中京広域圏    | 東海テレビ（THK）                            | フジテレビ系列                               | 火曜 21:00-21:54   |
| 近畿広域圏    | 関西テレビ（KTV）                            | フジテレビ系列                               | 火曜 21:00-21:54   |
| 島根県 鳥取県 | 山陰中央テレビ（TSK）                        | フジテレビ系列                               | 火曜 21:00-21:54   |
| 岡山県 香川県 | 岡山放送（OHK）                              | フジテレビ系列                               | 火曜 21:00-21:54   |
| 広島県        | テレビ新広島（TSS）                          | フジテレビ系列                               | 火曜 21:00-21:54   |
| 愛媛県        | テレビ愛媛（EBC）                            | フジテレビ系列                               | 火曜 21:00-21:54   |
| 高知県        | 高知さんさんテレビ（KSS）                    | フジテレビ系列                               | 火曜 21:00-21:54   |
| 福岡県        | テレビ西日本（TNC）                          | フジテレビ系列                               | 火曜 21:00-21:54   |
| 佐賀県        | サガテレビ（STS）                            | フジテレビ系列                               | 火曜 21:00-21:54   |
| 長崎県        | テレビ長崎（KTN）                            | フジテレビ系列                               | 火曜 21:00-21:54   |
| 熊本県        | テレビくまもと（TKU）                        | フジテレビ系列                               | 火曜 21:00-21:54   |
| 大分県        | テレビ大分（TOS）                            | フジテレビ系列 日本テレビ系列                | 火曜 21:00-21:54   |
| 宮崎県        | テレビ宮崎（UMK）                            | フジテレビ系列 日本テレビ系列 テレビ朝日系列 | 火曜 21:00-21:54   |
| 鹿児島県      | 鹿児島テレビ（KTS）                          | フジテレビ系列                               | 火曜 21:00-21:54   |
| 沖縄県        | 沖縄テレビ（OTV）                            | フジテレビ系列                               | 火曜 21:00-21:54   |